# Snowboard nos Jogos Olímpicos de Inverno de 2014
As competições de snowboard nos Jogos Olímpicos de Inverno de 2014 foram realizadas no Parque Extreme Rosa Khutor, localizado na Clareira Vermelha, em Sóchi. Dez eventos ocorreram entre 6 e 22 de fevereiro.
Em julho de 2011, o Comitê Olímpico Internacional aprovou a adição de novos eventos ao programa do snowboard com a inclusão do slalom paralelo e do slopestyle, tanto masculino como feminino, totalizando quatro eventos a mais em relação aos Jogos Olímpicos de 2010.

## Programação
A seguir está a programação da competição para os dez eventos da modalidade.
Horário local (UTC+4).
| Data            | Horário | Evento                                           |
| --------------- | ------- | ------------------------------------------------ |
| 6 de fevereiro  | 10:00   | Slopestyle masculino – qualificação              |
| 6 de fevereiro  | 14:00   | Slopestyle feminino – qualificação               |
| 8 de fevereiro  | 9:30    | Slopestyle masculino – semifinais                |
| 8 de fevereiro  | 12:45   | Slopestyle masculino – finais                    |
| 9 de fevereiro  | 13:30   | Slopestyle feminino – semifinais                 |
| 9 de fevereiro  | 13:45   | Slopestyle feminino – finais                     |
| 11 de fevereiro | 14:00   | Halfpipe masculino – qualificação                |
| 11 de fevereiro | 19:00   | Halfpipe masculino – semifinais                  |
| 11 de fevereiro | 21:30   | Halfpipe masculino – finais                      |
| 12 de fevereiro | 14:00   | Halfpipe feminino – qualificação                 |
| 12 de fevereiro | 19:00   | Halfpipe feminino – semifinais                   |
| 12 de fevereiro | 21:30   | Halfpipe feminino – finais                       |
| 16 de fevereiro | 10:00   | Snowboard cross feminino – qualificação          |
| 16 de fevereiro | 12:15   | Snowboard cross feminino – quartas               |
| 16 de fevereiro | 12:31   | Snowboard cross feminino – semifinais            |
| 16 de fevereiro | 12:45   | Snowboard cross feminino – finais                |
| 17 de fevereiro | 10:00   | Snowboard cross masculino – qualificação         |
| 17 de fevereiro | 12:30   | Snowboard cross masculino – oitavas              |
| 17 de fevereiro | 13:01   | Snowboard cross masculino – quartas              |
| 17 de fevereiro | 13:13   | Snowboard cross masculino – semifinais           |
| 17 de fevereiro | 13:17   | Snowboard cross masculino – finais               |
| 19 de fevereiro | 8:15    | Slalom gigante paralelo masculino – qualificação |
| 19 de fevereiro | 9:15    | Slalom gigante paralelo feminino – qualificação  |
| 19 de fevereiro | 12:00   | Slalom gigante paralelo masculino – oitavas      |
| 19 de fevereiro | 12:24   | Slalom gigante paralelo masculino – quartas      |
| 19 de fevereiro | 12:37   | Slalom gigante paralelo masculino – semifinais   |
| 19 de fevereiro | 12:48   | Slalom gigante paralelo masculino – finais       |
| 19 de fevereiro | 12:55   | Slalom gigante paralelo feminino – oitavas       |
| 19 de fevereiro | 13:19   | Slalom gigante paralelo feminino – quartas       |
| 19 de fevereiro | 13:35   | Slalom gigante paralelo feminino – semifinais    |
| 19 de fevereiro | 13:43   | Slalom gigante paralelo feminino – finais        |
| 22 de fevereiro | 8:15    | Slalom paralelo feminino – qualificação          |
| 22 de fevereiro | 9:15    | Slalom paralelo masculino – qualificação         |
| 22 de fevereiro | 12:15   | Slalom paralelo masculino – oitavas              |
| 22 de fevereiro | 12:31   | Slalom paralelo masculino – quartas              |
| 22 de fevereiro | 12:50   | Slalom paralelo masculino – semifinais           |
| 22 de fevereiro | 13:03   | Slalom paralelo masculino – finais               |
| 22 de fevereiro | 13:10   | Slalom paralelo feminino – oitavas               |
| 22 de fevereiro | 13:36   | Slalom paralelo feminino – quartas               |
| 22 de fevereiro | 13:50   | Slalom paralelo feminino – semifinais            |
| 22 de fevereiro | 13:58   | Slalom paralelo feminino – finais                |

## Qualificação
Um total de 252 quotas de classificação estavam disponíveis para os atletas competirem nos jogos. Um máximo de 24 atletas poderiam ser inscritos por um Comitê Olímpico Nacional, sendo um máximo de 14 homens e 14 mulheres. Os cinco eventos têm quantidades diferentes de quota que lhes foram atribuídos. Cada CON foi autorizado a entrar com um mesmo atleta em mais de um evento, reduzindo ainda mais a quantidade de atletas competindo.

## Medalhistas
Masculino
| Evento                           | Ouro                               | Prata                      | Bronze                          |
| -------------------------------- | ---------------------------------- | -------------------------- | ------------------------------- |
| Slalom paralelo detalhes         | Vic Wild RUS Rússia                | Žan Košir SLO Eslovênia    | Benjamin Karl AUT Áustria       |
| Slalom gigante paralelo detalhes | Vic Wild RUS Rússia                | Nevin Galmarini SUI Suíça  | Žan Košir SLO Eslovênia         |
| Halfpipe detalhes                | Iouri Podladchikov SUI Suíça       | Ayumu Hirano JPN Japão     | Taku Hiraoka JPN Japão          |
| Slopestyle detalhes              | Sage Kotsenburg USA Estados Unidos | Ståle Sandbech NOR Noruega | Mark McMorris CAN Canadá        |
| Snowboard cross detalhes         | Pierre Vaultier FRA França         | Nikolay Olyunin RUS Rússia | Alex Deibold USA Estados Unidos |

Feminino
| Evento                           | Ouro                                  | Prata                        | Bronze                         |
| -------------------------------- | ------------------------------------- | ---------------------------- | ------------------------------ |
| Slalom paralelo detalhes         | Julia Dujmovits AUT Áustria           | Anke Karstens GER Alemanha   | Amelie Kober GER Alemanha      |
| Slalom gigante paralelo detalhes | Patrizia Kummer SUI Suíça             | Tomoka Takeuchi JPN Japão    | Alena Zavarzina RUS Rússia     |
| Halfpipe detalhes                | Kaitlyn Farrington USA Estados Unidos | Torah Bright AUS Austrália   | Kelly Clark USA Estados Unidos |
| Slopestyle detalhes              | Jamie Anderson USA Estados Unidos     | Enni Rukajärvi FIN Finlândia | Jenny Jones GBR Grã-Bretanha   |
| Snowboard cross detalhes         | Eva Samková CZE República Checa       | Dominique Maltais CAN Canadá | Chloé Trespeuch FRA França     |

## Quadro de medalhas
| Ordem | País                | Medalha de ouro | Medalha de prata | Medalha de bronze |    | Ordem por total |
| ----- | ------------------- | --------------- | ---------------- | ----------------- | -- | --------------- |
| 1     | USA Estados Unidos  | 3               |                  | 2                 | 5  | 1               |
| 2     | RUS Rússia          | 2               | 1                | 1                 | 4  | 2               |
| 3     | SUI Suíça           | 2               | 1                |                   | 3  | 3               |
| 4     | AUT Áustria         | 1               |                  | 1                 | 2  | 5               |
|       | FRA França          | 1               |                  | 1                 | 2  | 5               |
| 6     | CZE República Checa | 1               |                  |                   | 1  | 10              |
| 7     | JPN Japão           |                 | 2                | 1                 | 3  | 3               |
| 8     | GER Alemanha        |                 | 1                | 1                 | 2  | 5               |
|       | CAN Canadá          |                 | 1                | 1                 | 2  | 5               |
|       | SLO Eslovênia       |                 | 1                | 1                 | 2  | 5               |
| 11    | AUS Austrália       |                 | 1                |                   | 1  | 10              |
|       | FIN Finlândia       |                 | 1                |                   | 1  | 10              |
|       | NOR Noruega         |                 | 1                |                   | 1  | 10              |
| 14    | GBR Grã-Bretanha    |                 |                  | 1                 | 1  | 10              |
| TOTAL | TOTAL               | 10              | 10               | 10                | 30 | —               |